# FS Mya II
Le FS Mya II est un navire océanographique (FS, en allemand : Forschungsschiff) utilisé par la station de la mer des Wadden de l'Institut Alfred-Wegener pour la recherche polaire et marine (AWI) à Sylt et remplace le catamaran construit en 1978, Mya (de).

## Historique
Le navire, commandé par l'Institut Alfred-Wegener a été construit par le chantier naval Fassmer  à Berne. Le navire, baptisé le 16 juillet 2013, a été remis à l'AWI le 17 juillet et mis en service le 13 août. Les coûts de développement et de construction du navire s'élevant à 4,5 millions d'euros proviennent à 10% de l'Etat du Schleswig-Holstein et à 90% des fonds fédéraux. Le navire porte le nom de la palourde, dont le nom scientifique est Mya arenaria.

## Données techniques
La Mya II est propulsée par un moteur diesel MAN SE d'une puissance de 360 kW agissant sur une hélice à pas fixe. Il atteint une vitesse de 10 nœuds.
L'équipement scientifique comprend une grue hydraulique de 10 mètres, une potence de poupe pivotante, un pont de travail ouvert avec une zone de stockage de conteneurs, une plate-forme de poupe pliable, un bateau de travail en aluminium, un bras flexible pour des mesures jusqu'à 4,5 m sous la coque et divers treuils et échosondeurs. Pour son utilisation dans le Parc national de la mer des Wadden du Schleswig-Holstein, le Mya II a reçu le label Ange bleu et la référence environnementale "Environmental Passport". Un système de contrôle des émissions réduit les oxydes d'azote à 15% de la limite de 2013. L'équipage du navire est composé de deux personnes. Il y a trois lieux de travail disponibles pour un maximum de douze scientifiques.
Le Mya II est, malgré le tirant d'eau de seulement 1,50 m, plus rapide et plus rapide que l'ancien Mya. Le navire est utilisé pour des tâches scientifiques dans la mer des Wadden entre Sylt et Rømø. En outre, il peut également opérer en toute sécurité dans la zone maritime entre Sylt et Heligoland et dans le domaine des parcs éoliens offshore. Le navire doit également être utilisé dans le cadre du projet "Du sédiment au prédateur supérieur (STopP)" près de Langeneß, coordonné par l'administration du Parc national de la mer des Wadden du Schleswig-Holstein.

## Galerie

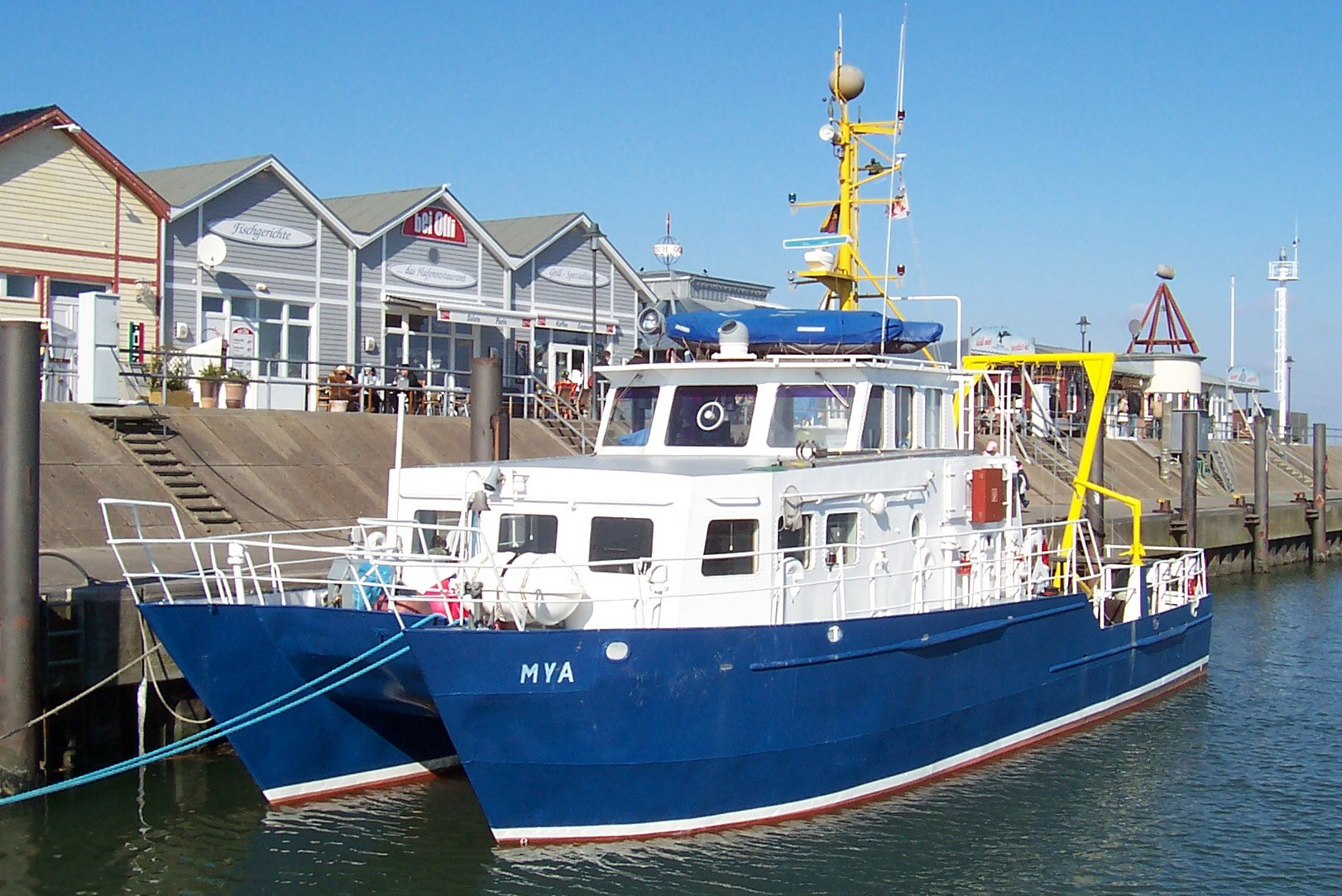
Catamaran Mya de 1978.
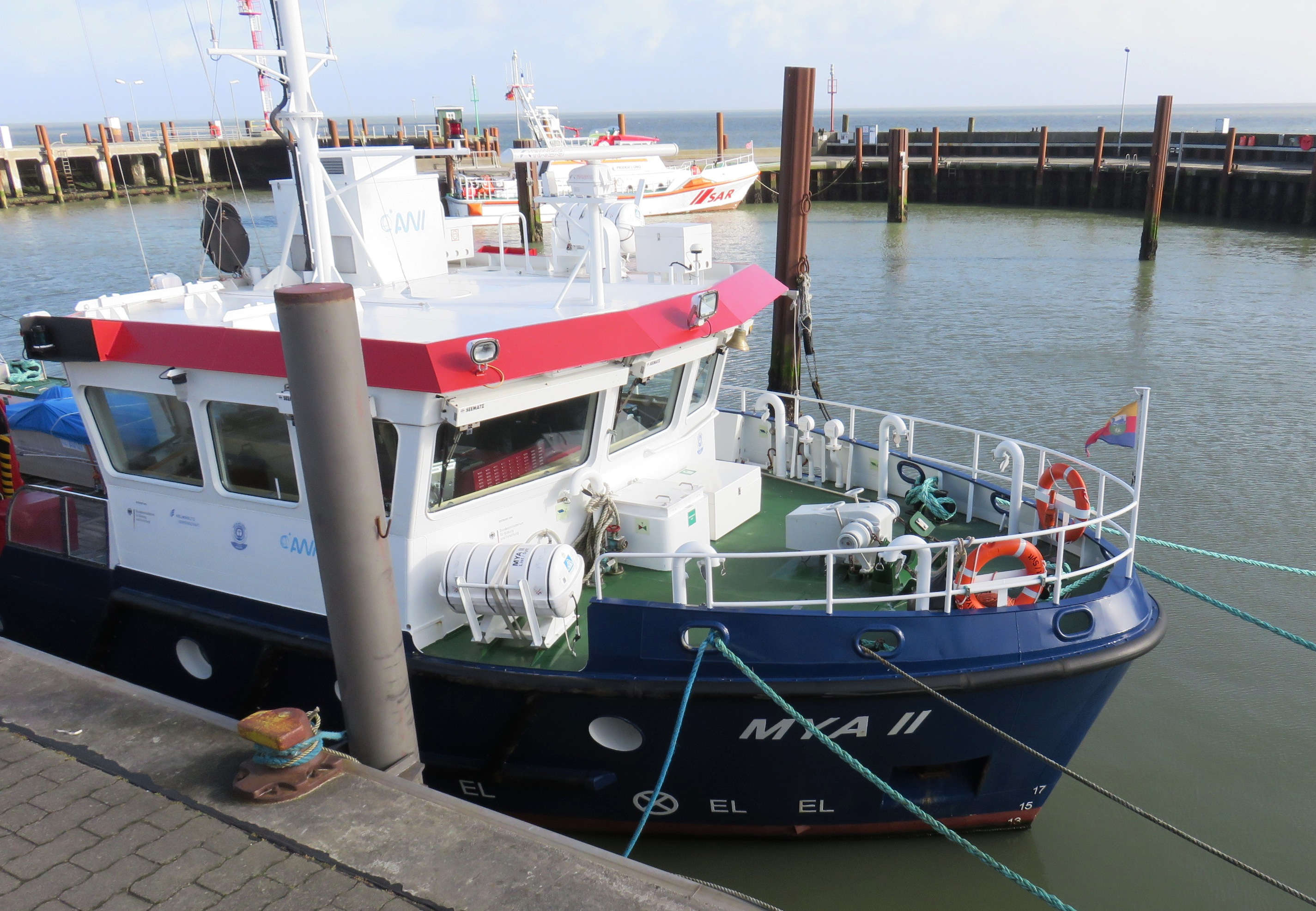
FS Mya II.
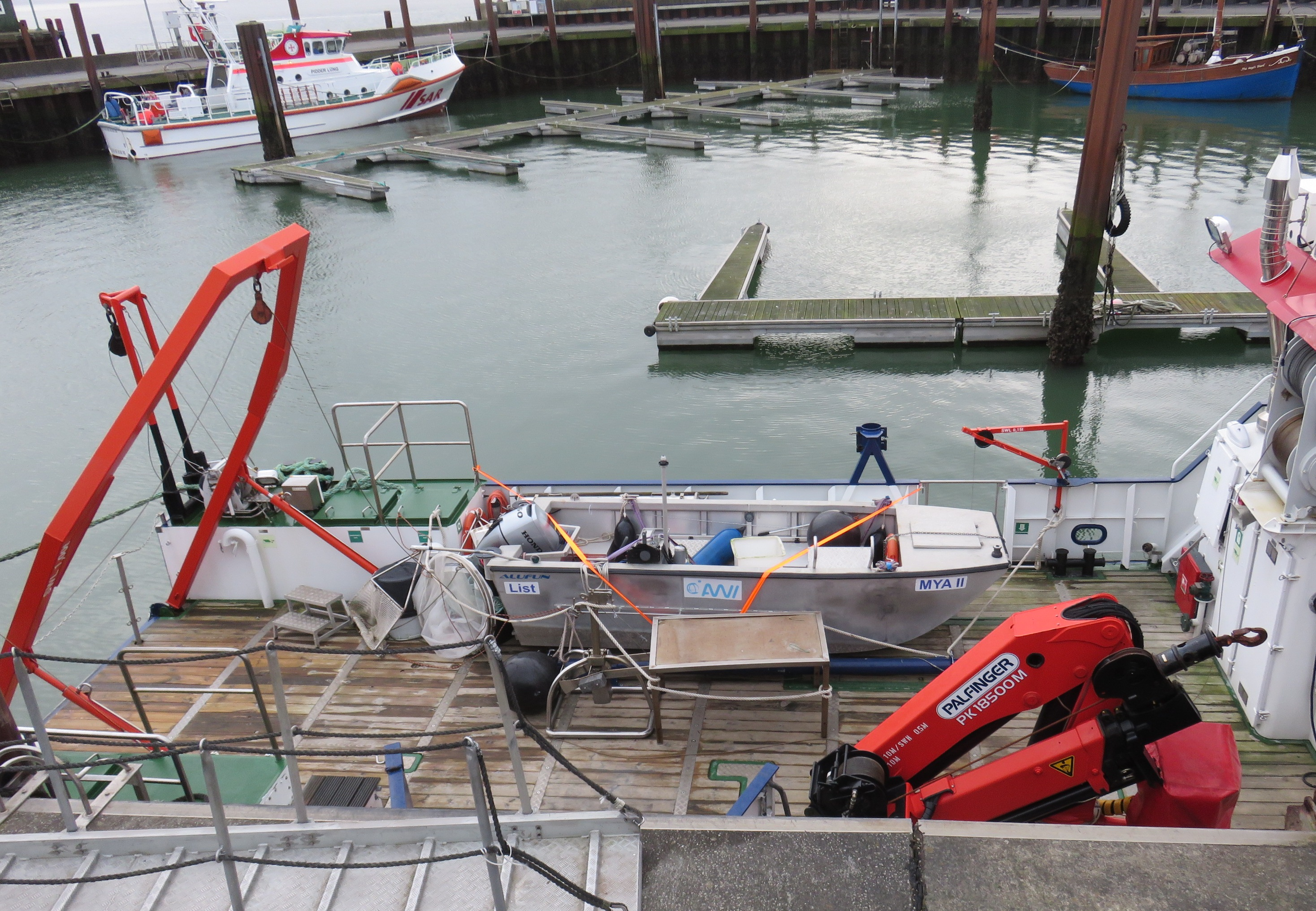
FS MYA II (pont arrière).

### Note et référence
- (de) Cet article est partiellement ou en totalité issu de l’article de Wikipédia en allemand intitulé « Mya II » (voir la liste des auteurs).